# Wesley Sekewael
Wesley Sekewael (Vlissingen, 3 juli 1993) is een Nederlands werktuigbouwkundig ingenieur, die zich bezighoudt met het behoud van industrieel erfgoed in Vlissingen.

## Biografie
Sekewael werd geboren in Vlissingen. Na zijn eindexamen atheneum deed hij een HBO-opleiding werktuigbouwkunde.
Hij was als scholier betrokken bij de oprichting van Museum Scheldewerf. In 2015 redde hij stoomhijskraan Schelde 38 van de sloop. Sekewael richtte Stichting Stoomhijskraan Schelde 38 op en samen met vrijwilligers restaureerde hij de stoomhijskraan. Het project kreeg de Stimuleringsprijs 2019 van het Prins Bernhard Cultuurfonds Zeeland.
In 2023 kreeg Sekewael - als jongste ooit - de Zilveren Anjer opgespeld.
In 2024 houdt hij zich bezig met een project om delen van de vliegtuigfabriek van Koninklijke Maatschappij de Schelde te herbouwen.